# 科尔尼-马谢罗梅尼勒
科尔尼-马谢罗梅尼勒（法語：Corny-Machéroménil，法語發音：[kɔʁni maʃeʁɔmenil]）是法国大東部大區阿登省的一个市镇，属于勒泰勒区。该市镇于1828年由原市镇科尔尼（Corny）和马谢罗梅尼勒（Machéroménil）合并而成。

## 地理
科尔尼-马谢罗梅尼勒（49°34'41"N, 4°26'35"E）面积10.54 平方千米，位于法国大東部大區阿登省，该省份为法国北部内陆省份，西接埃纳省，南至马恩省，东临默兹省，北与比利时接壤。
与科尔尼-马谢罗梅尼勒接壤的市镇（或旧市镇、城区）包括：欧邦库尔-沃泽勒、费索、诺维永波尔西安、诺维-舍夫里耶尔、索尔斯-蒙克兰。
科尔尼-马谢罗梅尼勒的时区为UTC+01:00、UTC+02:00（夏令时）。

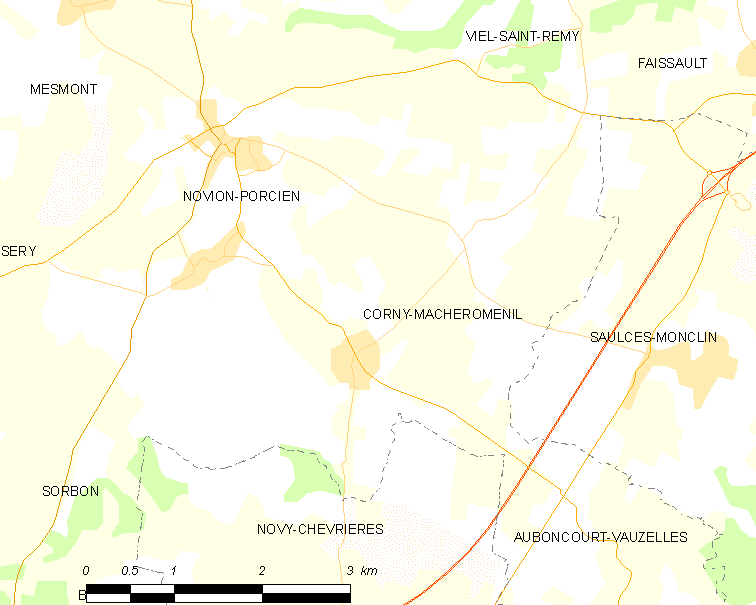
科尔尼-马谢罗梅尼勒的OSM定位图

## 行政
科尔尼-马谢罗梅尼勒的邮政编码为08270，INSEE市镇编码为08132。

## 政治
科尔尼-马谢罗梅尼勒所属的省级选区为勒泰勒县。

## 人口

1962-2008年间科尔尼-马谢罗梅尼勒人口变化图示

科尔尼-马谢罗梅尼勒于2022年1月1日时的人口数量为193人。